# Ufeus hulstii
Ufeus hulstii är en fjärilsart som beskrevs av Smith 1908. Ufeus hulstii ingår i släktet Ufeus och familjen nattflyn. Inga underarter finns listade i Catalogue of Life.